# Монстер (манга)
Монстер је манга коју је написао и илустровао Наоки Урасава. Серијализовала се од 1994. до 2001. године у Шогакукановој ревији Big Comic Original са поглављима сакупљеним у 18 томова. Манга је 2004. године адаптирана у аниме од 74 епизоде.
Ово је прво Урасавино дело које је доживело међународни успех, са 20 милиона продатих примерака. Аниме адаптација се сматра једном од најбољих серија из те деценије.

## Радња
Кензо Тенма је јапански неурохирург који живи и ради у Западној Немачкој. Његова одлука да спаси дечака званог Јохан Либерт кошта ће га свега и довести многе животе у опасност. 

## Развој
Урасава је већ 1986. године желео да напише мангу са медицинском тематиком, али његовом уреднику се није свидела та идеја. Уместо тога, Урасава је радио на причи о женском џуду, што ће касније постати његова прва независна манга под називом Јавара!.
Као инспирацију за Монстер навео је амерички филм Бегунац у којој је доктор оптужен за убиство. За временски оквир узео је Немачку после Другог светског рата јер је желео да прикаже утицај немачке медицине и неонацизма на друштво.
Урасава је привремено био хоспитализован због умора док је радио на Монстеру, јер је уједно радио на манги Хепи!, и по њеном завршетку на серијалу Дечаци 20. века.

## Франшиза

### Манга
Мангу Монстер написао је и илустровао Наоки Урасава. Објављивала се од 5. децембра 1994. до 20. децембра 2001. године у Шогакукановој ревији Big Comic Original. Поглавља су сакупљена у 18 танкобона; први је изашао 30. јуна 1995., а последњи 28. фебруара 2002. године. Манга је потом 2008. године препакована у девет канзенбан издања.
Урасава је 2002. написао додатак манги у виду илустрованог романа под називом Another Monster.

### Аниме
Манга је адаптирана у аниме у продукцији студија Madhouse. Оригинално се емитовала од 7. априла 2004. до 28. септембра 2005. године на јапанском каналу Nippon TV, са укупно 74 епизоде. Карактер дизајн радио је аниматор из студија Гибли, Китако Косака. Уводну шпицу компоновао је Кунаки Хајшима, док су одјавне писали Дејвид Силвијан и Фуџико Хеминг. Илустрације из друге одјавне шпице засноване су на сликовници из самог анимеа, која је 2008. године добила штампано издање.

### Играни филмови
Компанија New Line Cinema је 2005. године откупила лиценцу за Монстер и довела сценаристу Џоша Олсона (Насилничка прошлост) да адаптира причу за филм. Пројекат никад није реализован. Године 2013., Гиљермо дел Торо је позван да ради серијску адаптацију манге за HBO, али је две године касније студио одлучио да угаси пројекат.

## Пријем
Закључно са 2005. годином, продато је преко 20 милиона примерака манге. Монстер је освојио многе награде, као што су: признање за „одличност“ на јапанском Медија Артс фестивалу (1997), Културолошку награду „Тезука Осаму“ (1999), Шогакуканову награду за манге у општој категорији (2001) и награду „Лука Комикс“ за најбољу мангу (2004).
Жуно Дијаз, добитник Пулицерове награде, рекао је за Урасаву да је „злато Јапана” и да су његове манге доказ тога. Деб Аоки (About.com) је у својој рецензији написала да је Монстер напета мистерија коју вреди читати више пута, иако је понекад „збуњујућа”. Карл Кимлинџер (Anime News Network) је похвалио начин на који Урасава пише напете сцене, рекавши да „постоји одличан баланс информација и мисинформација, као у најбољем трилеру”. Похвалио је такође начин на који сви ликови, чак и испрва небитни, на крају буду део истог плана, премда му се не свиђа сам дизајн карактера. За остатак цртежа написао је да су „невидиљво савршенство,” са одлично постављеним панелима и детаљима које је лако испрва занемарити. Карло Сантос са истог сајта, написао је у својој рецензији да је Монстер „јединствен трилер” који поред „све мистерије и хорора садржи моменте љубави, наде и свега доброг што човечанство има да понуди”. Његова сарадница Кејси Бријенза је похвалила прецизност цртежа и јединственост свих ликова, али уједно критиковала колико је пажње посвећено споредним ликовима као и сам крај, за који је написала да је отишао „уз јецај”. Упркос томе, наводи да је манга добра ако се „занемари логика”. Лерој Доресо (Comic Book Bin) сматра да је манга „савршенство, вредна поновног читања”. IGN атмосферу манге пореди са филмовима Алфреда Хичкока.

## Спољашњи извори
- Монстер (манга) на веб-сајту